# Spezialversender
Spezialversender (auch Fachversender genannt) sind Versandhandelsunternehmen, die sich in ihrer Sortimentspolitik auf einen bestimmten Sortimentsbereich spezialisieren. Gegensatz sind die Universalversender.

## Allgemeines
Neben den Zielgruppen können Versandgeschäfte auch nach ihrem Sortiment in Universalversender und Spezialversender unterteilt werden. Der Spezialversender ist im Präsenzhandel mit dem Fachhandel vergleichbar. Der Spezialversender ist eine Vertriebsform im Versandhandel, die nicht wie der Einzel- oder Großhandel über direkte Kundenkontakte (Präsenzhandel) verfügt. Vielmehr findet die Geschäftsbeziehung über Produktkataloge (Versandhauskataloge) oder den Online-Handel statt. Deshalb ist weder die direkte Übergabe der Ware an den Käufer noch die direkte Zahlung des Kaufpreises an den Verkäufer möglich. Die Ware muss versandt werden, die Zahlung erfolgt durch bargeldlosen Zahlungsverkehr. Das hat Folgen für den Gefahrübergang, das Transport- und das Zahlungsrisiko.

## Typische Spezialversender
Insbesondere in den Wirtschaftszweigen wie Apotheken, HiFi, Möbel, Mode, Textilien, Tonträger oder Delikatessen gibt es Spezialversender. Beispiele sind Borek Briefmarken, Conrad Electronic, DocMorris, Madeleine Mode, Schäfer-Shop, Walbusch, Zalando oder H. Köser. Ihre Versandhauskataloge werden Spezialkataloge genannt. Das spezielle Sortiment zeichnet sich durch hohe Lieferbereitschaft aus, die der Universalversender bei denselben Waren oft nicht erreichen kann. Die oft exklusiven Spezialitäten erweisen sich als relativ konjunkturunabhängig.